# Никишовка
Никишовка (укр. Микишівка) — село в Краснодонском районе Луганской области Украины. Под контролем самопровозглашённой Луганской Народной Республики. Входит в Верхнегарасимовский сельский совет.

## География
К югу и востоку от села проходит граница между Украиной и Россией, непосредственно примыкая к южной части села. Ближайшие населённые пункты: сёла Королёвка на юго-западе, Власовка и посёлок Изварино на северо-западе, село Верхнегарасимовка и посёлок Краснодарский на севере.

## Население
Население по переписи 2001 года составляло 91 человек.

## Общие сведения
Почтовый индекс — 94486. Телефонный код — 6435. Занимает площадь 1,437 км². Код КОАТУУ — 4421481104.

## Местный совет
94486, Луганская обл., Краснодонский р-н, с. Власовка, кв. Советский, 1